# John Blitheman
John Blitheman (1525 circa – Londra, 23 maggio 1591) è stato un organista e compositore inglese.

## Biografia
Nel Fitzwilliam Virginal Book, che contiene il terzo dei suoi Gloria tibi Trinitas, lo indica come William. Comunque, dalle fonti della Caoppella reale, dal 1558 al 1590 si trovano diversi riferimenti a John Blitheman, e vi sono pochi dubbi che questo fosse il suo vero nome.
Nulla si conosce sui primi anni della sua vita e le prime notizie lo danno come cappellano alla Christ Church di Oxford nel 1555, dove divenne poi maestro del coro nel 1564. Dal 1585 fino alla sua morte fu organista della Cappella reale (succedendo a Thomas Tallis), dove John Bull fu suo allievo e poi successore. Morì a Londra nel 1591 e venne tumulato a St Nicholas Olave, Londra.
La grande maggioranza delle sue composizioni è contenuta nel The Mulliner Book dove si trovano quindici suoi lavori. Uno di questi, In Nomine, datato anteriormente al 1591, mostra il primo esempio noto di terzina nella musica inglese per tastiere. 